# Ludwig Bendler
Ludwig Bendler (* 1855 in Berlin; † nicht ermittelt) war ein deutscher Bühnen- und Romanschriftsteller.

## Leben und Wirken
Er war der Sohn eines Berufsmusikers und studierte Musik. Als Musiklehrer fand er eine Anstellung in Blasewitz bei Dresden, wo er sich dauerhaft niederließ. Er arbeitete für  Tages- und Kunstzeitungen sowie als Bühnen- und Romanschriftsteller.

## Schriften (Auswahl)
- Während des Konzerts. 1904.
- Treppauf, treppab. 1904.
- Mrs. Annies Gemahl. 1905.
- Moderne Sklavinnen. 1907.
- Die achte Todsünde. 1909.
- Reinlandzauber. Gerstenberg, Leipzig 1913.